# Lois Delander
Lois Eleanor Delander (Joliet, 14 febbraio 1911 – nei pressi di Chicago, 23 gennaio 1985) è stata una modella statunitense, eletta Miss America 1927.
Delander, nativa di Joliet, nell'Illinois al momento dell'incoronazione aveva sedici anni ed era una studentessa. Il giorno della vittoria del concorso avvenne nello stesso giorno del diciassettesimo anniversario di matrimonio dei genitori. In seguito, il concorso non si tenne più sino al 1932. Lois Delander morì nel 1985 vicino a Chicago.